# 巴卡達吉
巴卡達吉（英語：Bakadaji）是甘比亞東部的城鎮，位於上河區富拉杜東。根據2008年所作的人口調查數據顯示，居住於巴卡達吉的總人口數量為2,151人。